# Confine tra Botswana e Zimbabwe
Il confine tra il Botswana e lo Zimbabwe ha una lunghezza di 834 km e va dal triplice confine con il Sudafrica a sud-est fino al triplice confine lo Zambia a nord-ovest.

## Descrizione
Il confine si dirama in direzione nord-ovest dalla confluenza del fiume Shashe con il Limpopo. Il tracciato segue lo Shashe per un breve tratto, prima di estendersi a forma di arco a ovest del fiume per includere l'area di Tuli all'interno del territorio zambiano. Successivamente prosegue lungo lo Shashe fino alla confluenza con il fiume Ramaquabane, che segue fino alle sue sorgenti per poi estendersi lungo tra spartiacque Ramaquabane-Shashe. Dall'intersezione dello spartiacque il confine segue la strada da Pandamatenga verso nord, fino ad arrivare allo Zambesi, al triplice confine con lo Zambia.
Il confine separa il sottodistretto di Chobe, il Distretto Centrale e il Distretto Nordorientale del Botswana dalle province zimbabwesi del Matabeleland Meridionale e del Matabeleland Settentrionale.

## Storia

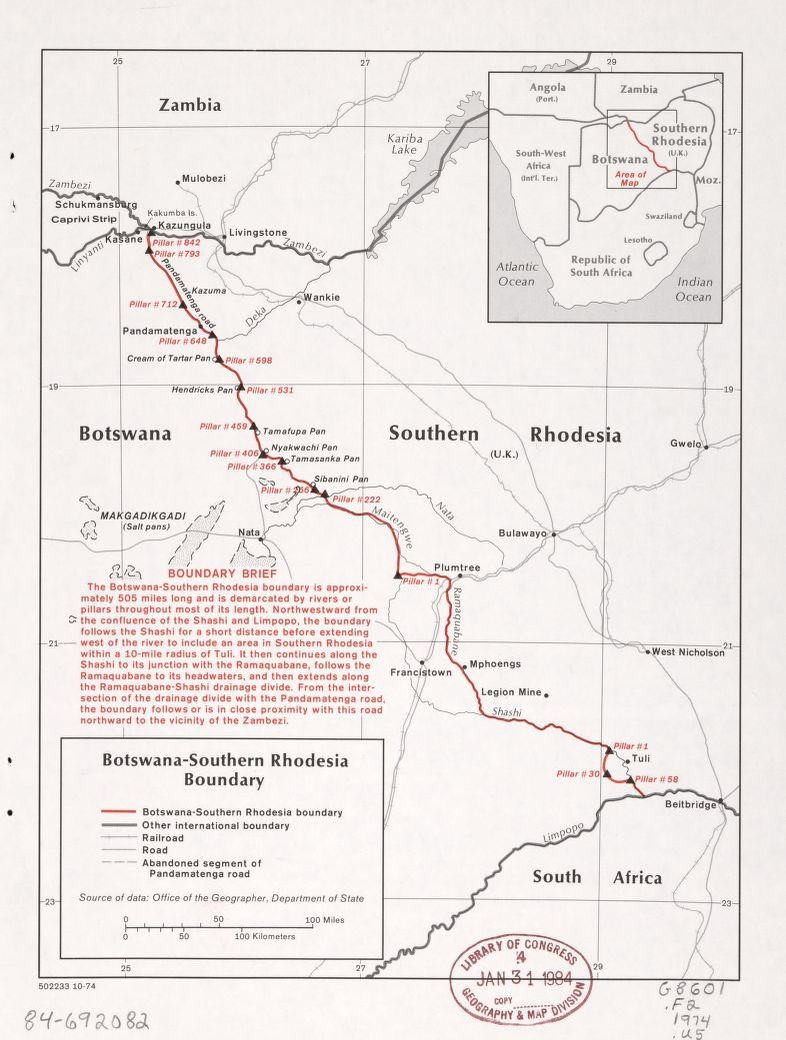
Mappa del confine tra il Botswana e lo Zimbabwe (chiamato all'epoca Rhodesia meridionale)

Il confine tra i due paesi sorse durante l'epoca coloniale. L'attuale Botswana, dopo una dichiarazione emessa dall'Alto Commissario per il Sudafrica il 30 settembre 1885, rientrò sotto la giurisdizione britannica con il nome di "Bechuanaland e Kalahari", per poi divenire successivamente Protettorato del Bechuanaland. Nel 1888 il territorio successivamente divenuto Rhodesia Meridionale e Rhodesia Settentrionale, a nord e a est del Bechuanaland, venne annoverato all'interno della sfera d'influenza britannica. Il magnate britannico Cecil Rhodes ricevette, con un decreto reale (Royal Charter) per la British South Africa Company, il permesso di operare in un'area vagamente definita a sud dello Zambesi. 
L'odierno confine tra Botswana e Zimbabwe risale alla delimitazione tra Bechunaland e Rhodesia Meridionale redatta dall'Ordine del Consiglio il 20 ottobre 1898. Ulteriori demarcazioni redatte da commissioni congiunte vennero stabilite nel 1907 e nel 1959.
Dopo la cessazione della British South Africa Company, la Rhodesia Meridionale fu annessa ufficialmente al Regno Unito e divenne una colonia autonoma. Tra il 1º agosto 1953 e il 31 dicembre 1963, la Rhodesia Meridionale, insieme alla Rhodesia Settentrionale e al Nyasaland (l'odierno Malawi), fu membro della Federazione della Rhodesia e del Nyasaland. L'11 novembre 1965, la Rhodesia Meridionale dichiarò unilateralmente l'indipendenza dal Regno Unito. Nel 1980 la Rhodesia assunse il nome odierno di Zimbabwe e la sua indipendenza fu riconosciuta a livello internazionale. 
ll Protettorato del Bechuanaland fu amministrato come uno dei Territori dell'Alto Commissariato dal 1891 fino il 1º agosto 1964. Il Protettorato divenne autonomo il 1º marzo 1965 e indipendente, come Repubblica del Botswana, il 30 settembre 1966.

## Attraversamenti del confine
I principali luoghi di attraversamento del confine sono i seguenti:
- da Kasane (Botswana) alle cascate Vittoria, al triplice confine sullo Zambesi nei pressi di Kazungula (Zambia);
- da Pandamatenga (Botswana), attraverso strade secondarie poco utilizzate;
- da Ramokgwebana (Botswana) a Plumtree (Zimbabwe)[3].

## Ecosistema
L'area di conservazione transfrontaliera Okavango-Zambesi si trova a cavallo dei confini di cinque paesi africani, tra i quali Botswana e Zimbabwe.